# Susquehanna megye
Susquehanna megye az Amerikai Egyesült Államokban, azon belül Pennsylvania államban található. Megyeszékhelye Montrose, legnagyobb városa Forest City. Lakosainak száma 38 434 fő (2020. április 1.). Susquehanna megye Bradford, Wayne, Wyoming, Lackawanna, Broome és Tioga megyékkel határos.

## Népesség
A megye népességének változása:
| Lakosok száma | 43 364 | 43 063 | 42 683 | 42 286 | 41 666 | 38 434 |
|               | 2010   | 2011   | 2012   | 2013   | 2015   | 2020   |